# Poshof
Poshof ist eine Ortschaft in der Gemeinde Wipperfürth im Oberbergischen Kreis im Regierungsbezirk Köln in Nordrhein-Westfalen (Deutschland).

## Lage und Beschreibung
Der Ort liegt im Süden der Stadt Wipperfürth. Im Osten von Poshof entspringen zwei Nebengewässer des Pasbaches, der in den Gaulbach mündet. Nachbarorte sind Wegerhof, Sassenbach, Kleinscherkenbach und Roppersthal.
Politisch wird Poshof durch den Direktkandidaten des Wahlbezirks 7.2 (072) südöstliches Stadtgebiet im Rat der Stadt Wipperfürth vertreten.

## Geschichte
Um 1449 wird der Ort erstmals unter der Bezeichnung „Paeßhoeve“ in einer Liste der zu Wipperfürth gehörenden Bürgergüter genannt. Die Karte Topographia Ducatus Montani aus dem Jahre 1715 zeigt drei Höfe und bezeichnet diese mit „Booshof“. Die Topographische Aufnahme der Rheinlande von 1825 zeigt auf umgrenztem Hofraum unter dem Namen „Boshof“ zwei getrennt voneinander liegende Grundrisse. In der Preußischen Uraufnahme von 1840 bis 1844 verwendet man die Schreibweise „Passhof“. Ab der topografischen Karte von 1894 bis 1896 wird der heute gebräuchliche Ortsname Poshof verwendet.
Aus dem Jahre 1870 stammt ein am westl. Ortseingang befindliches gut erhaltenes, steinernes Wegekreuz, das heute unter Denkmalschutz steht. Das Relief im Mittelteil zeigt den hl. Nikolaus und die hl. Agatha.

## Busverbindungen
Über die Haltestelle Roppersthal der Linie 332 (VRS/OVAG) ist Poshof an den öffentlichen Personennahverkehr angebunden.

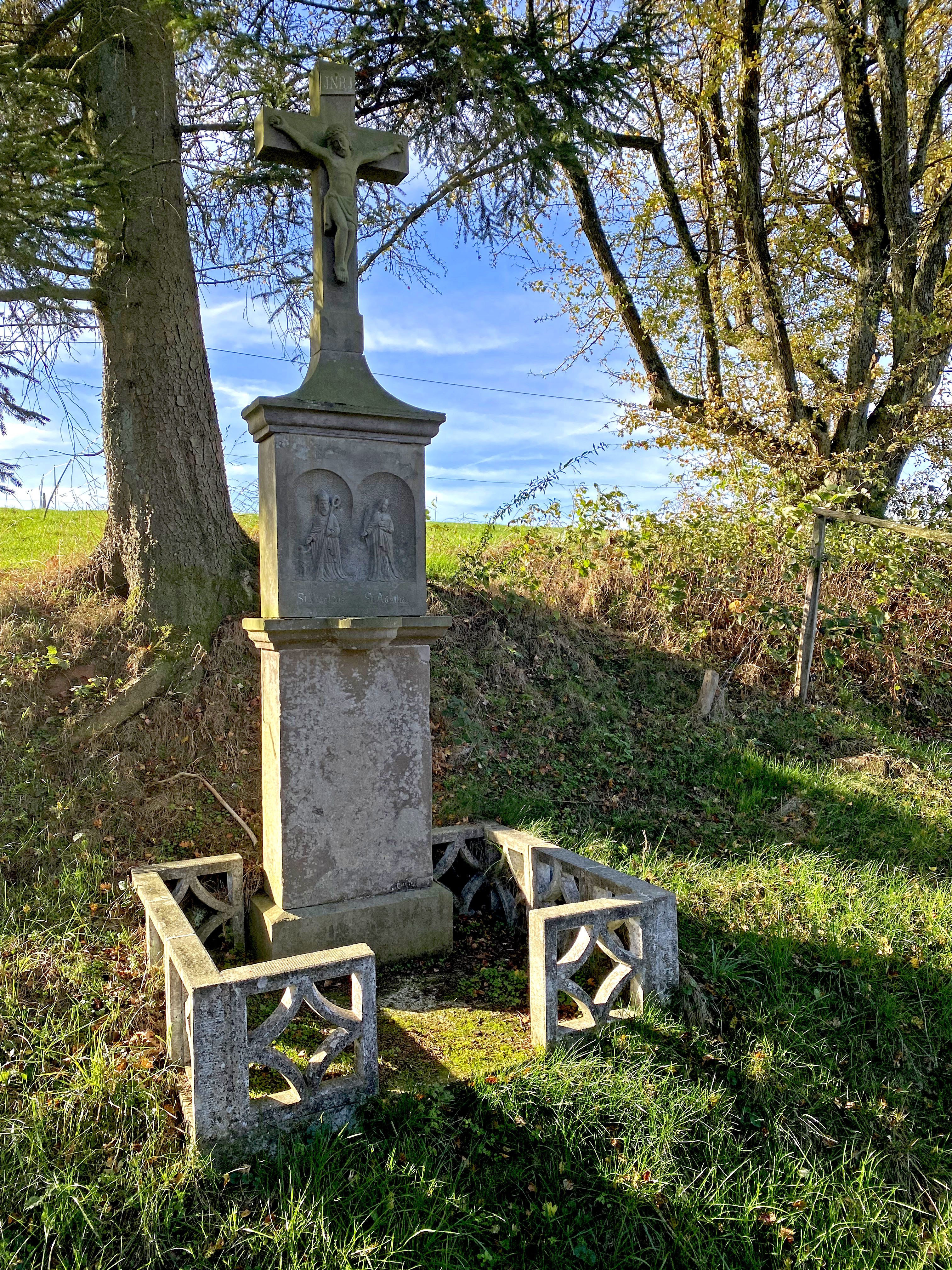
Wegekreuz Poshof(1870)
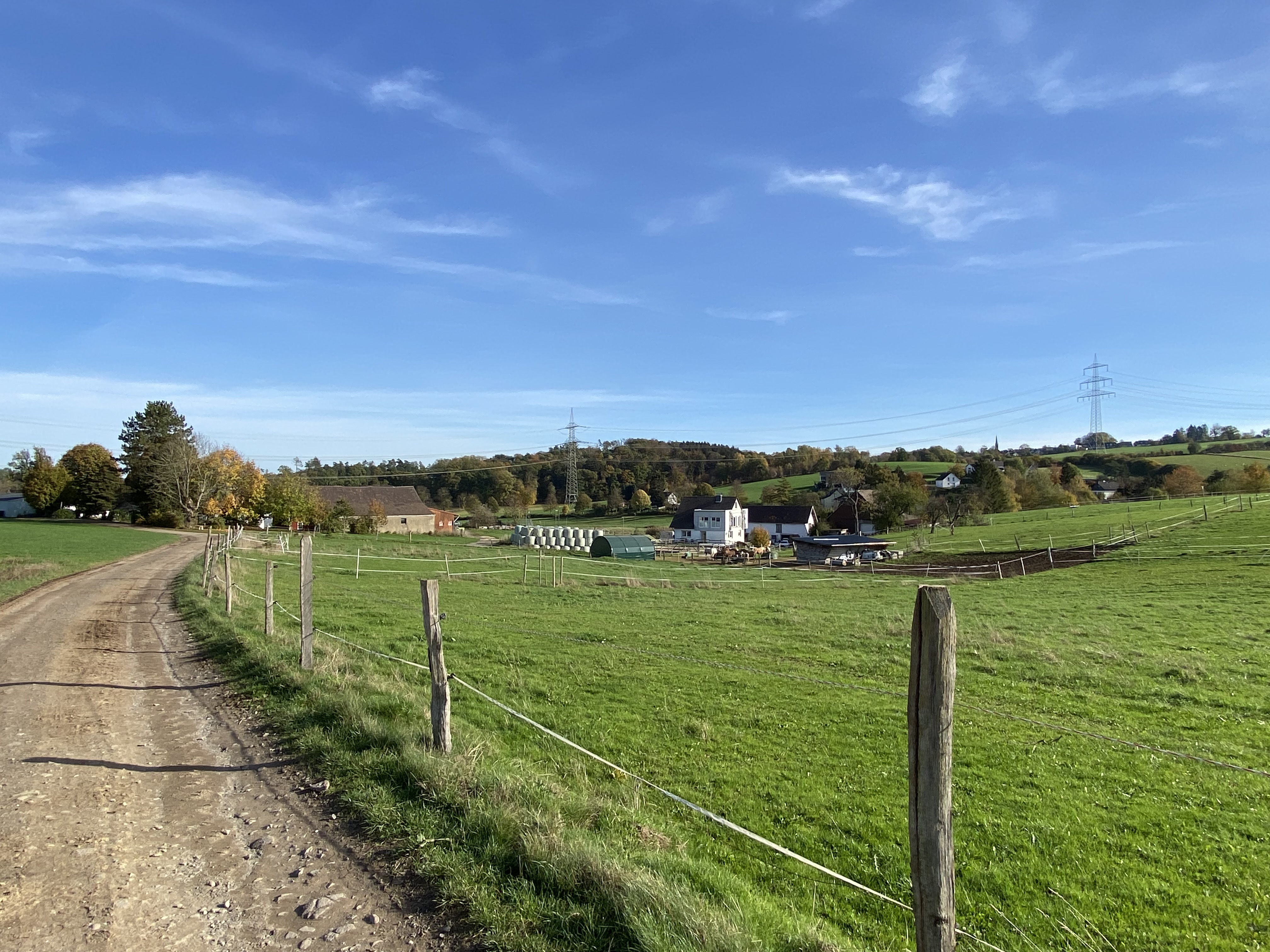
Hofschaft Poshof aus Südwest
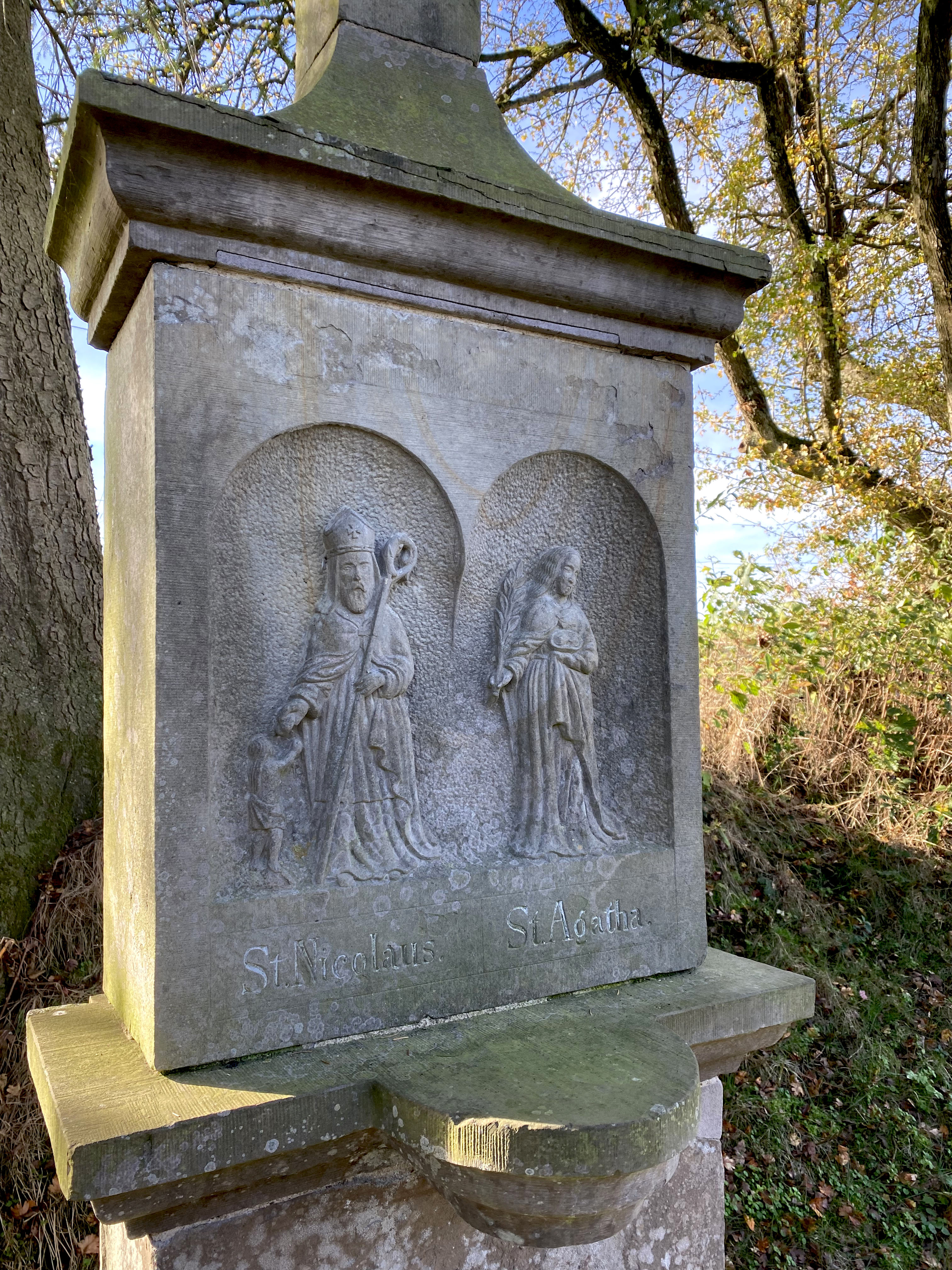
Relief des Wegekreuzes (1870)